# Provincia de Uva
La Provincia de Uva (Cingalés: ඌව පළාත; Tamil: ஊவா மாகாணம்) es la segunda provincia menos poblada de Sri Lanka, con 1.187.335 personas. Fue creada en 1896. Se subdivide en dos distritos: Badulla y Moneragala. La ciudad capital de la provincia es Badulla. Uva limita con la Provincia Oriental, la Provincia Sur y la Provincia Central. Sus atracciones turísticas importantes son las cataratas de Dunhinda, Diyaluma y Rawana, el parque nacional Yala (que abarca sectores de las provincias del Sur y Este también) y parque nacional Gal Oya. Las colinas del Gal Oya y las montañas centrales son las altiplanicies principales, mientras que Mahaweli y Menik son los principales ríos.
La superficie de esta provincia es de 9952 kilómetros cuadrados.

## Distritos
La provincia está subdividida en solo dos distritos actualmentente, he aquí sus nombres y superficies:
- Distrito de Monerabala (7133 km²)
- Distrito de Badulla (2818 km²)

## Geografía
La montaña simbólica de la Provincia de Uva es Namunukula que rodea a la ciudad de Badulla. Uno puede conseguir vistas espectaculares del lavabo de Welimada, de la playa de Katharagama y del monte Namunukula en un día claro. 
La cadena montañosa de Haputale tiene su pico más alto, llamado Kirigalpottha, en esta provincia. El boquete de Haputale-Beragala da una vista espléndida de las provincias del Sur y Sabaragamuwa en un día claro.